# Joan Agustí
|  | Per a altres significats, vegeu «Joan Agustí i Carreras». |

Joan Agustí o Joan de Còrdova (Catalunya?, començament del s. XV - Còrdova, 17 de novembre de 1476) fou un frare dominic, predicador a València i Andalusia, principalment. Fou venerat localment per l'Església catòlica, i tot i no haver estat beatificat fou anomenat beat; el seu culte resta avui oblidat.

## Biografia
No se sap del cert on va néixer, i es pensa que era català. Va ingressar al convent de l'Orde de Predicadors de Lleida, on professà i estudià. Reconegut per la seva saviesa, fou mestre en teologia i gran predicador. Fou nomenat vicari general dels convents reformats de la província, governant-los amb encert. Va obrir els primers establiments dominics observants al Regne de València: va reformar el Monestir del Corpus Christi de Llutxent (fundat en 1423), on fou prior, i va fundar el de Sant Onofre en 1473. Va fer predicacions populars a la comarca i a la ciutat de València que foren molt seguides, i promogué la devoció del rosari. També predicà en altres llocs de la Corona, com també a Andalusia (a Còrdova en 1476, i a altres ciutats al camí Oriola i aquesta) i Castella. En passar i predicar per Oriola, se li atorgà l'ermita de San Ginés, que convertí en establiment dominic.
A Còrdova, fou acollit pel prior de San Pablo el Real, García de Vargas, que el volgué retenir perquè hi prediqués més, per la gran admiració que li tenien. Agustí acceptà dient que aquell seria el lloc on moriria; poc després, el 17 de novembre de 1476 en llaor de santedat.
Se li atribuïen episodis místics i miracles en vida. Així, tenia visions de llums al cel i predeia fets futurs. Per haver retret els pecats i la mala vida d'uns personatges importants de València, fou perseguit i hagués de marxar-ne; poc després la ciutat va patir greus inundacions i la població ho interpretà com un càstig per haver-lo expulsat.

## Veneració
Fou sebollit a la sala capitular del convent de San Pablo de Còrdova, on aviat començaren a atribuir-se-li fet miraculosos. Domènec l'anomena servent de Déu i benaurat. Fou venerat a Còrdova, però no es va arribar a incoar el procés de beatificació, quedant com un culte popular que desaparegué en ésser tancat el convent en 1810, durant la invasió francesa.